# Pont de Priay
Le pont de Priay est un pont en arc  franchissant la rivière d'Ain au niveau de la commune de Priay, située dans le département de l'Ain en région Auvergne-Rhône-Alpes.

## Présentation
Le pont de Priay a été réalisé en 1883-1884 par le service vicinal de l'Ain sous la direction de M. Genevrière, ingénieur diplômé de l'école centrale des arts et manufactures de Paris et la surveillance des agents voyers Goy, Favier et Clermidy.
Large de 6,2 m entre les parapets, ce pont possède deux trottoirs de 70 cm et une chaussée de 4,8 m. Les cinq arches en arc de cercle offrent chacune 26 mètres d'ouverture.

Vues du pont
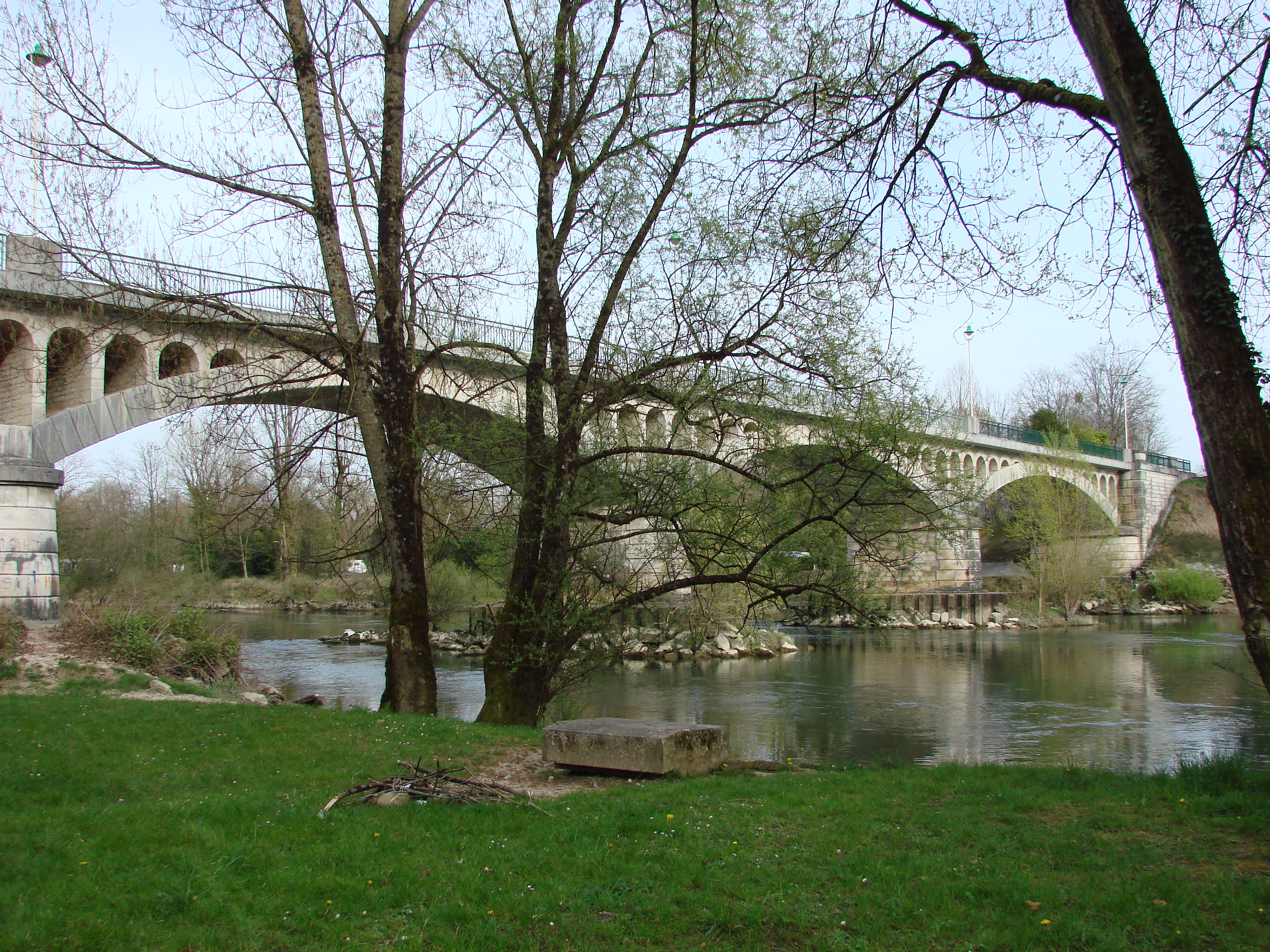
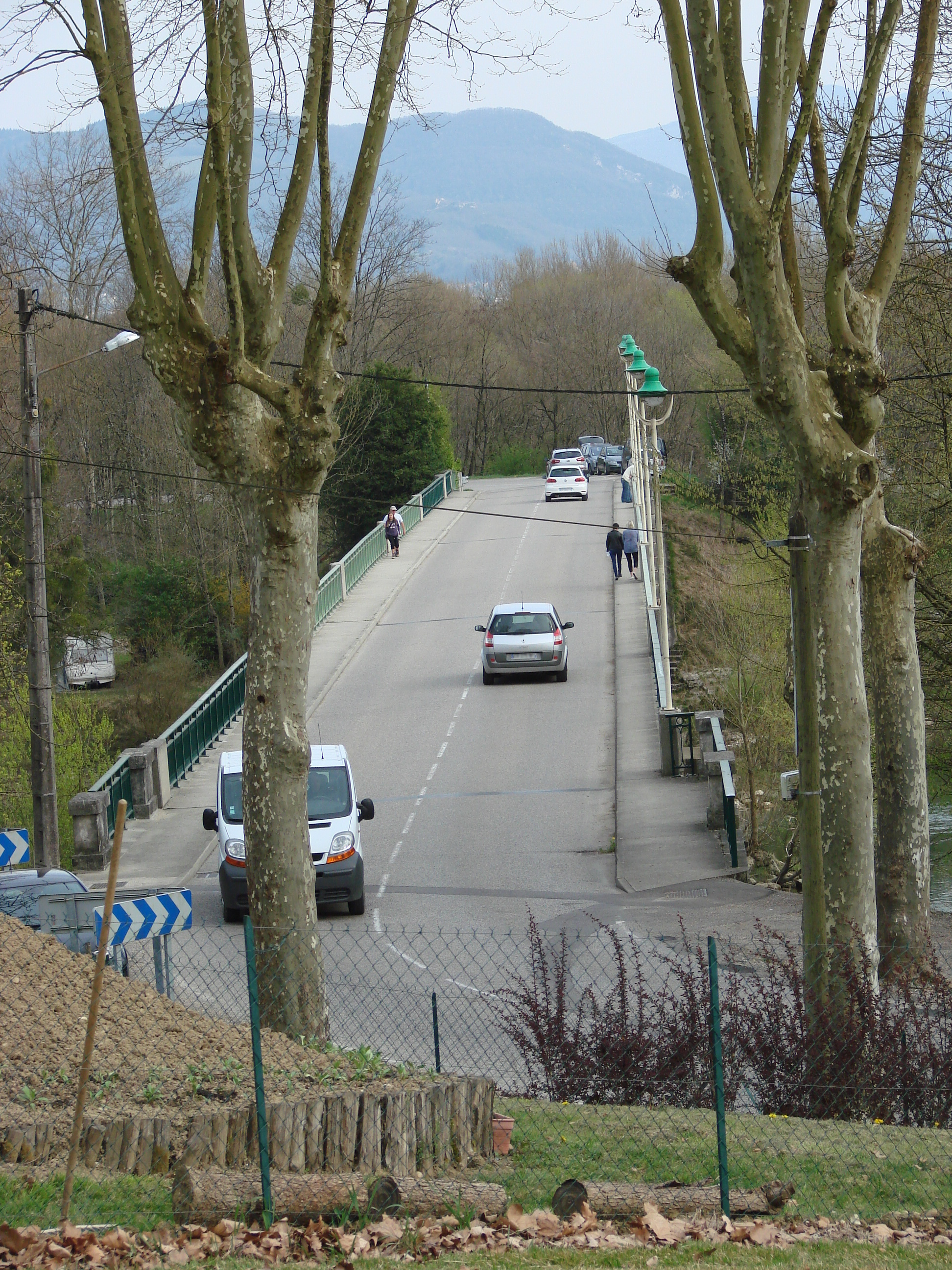
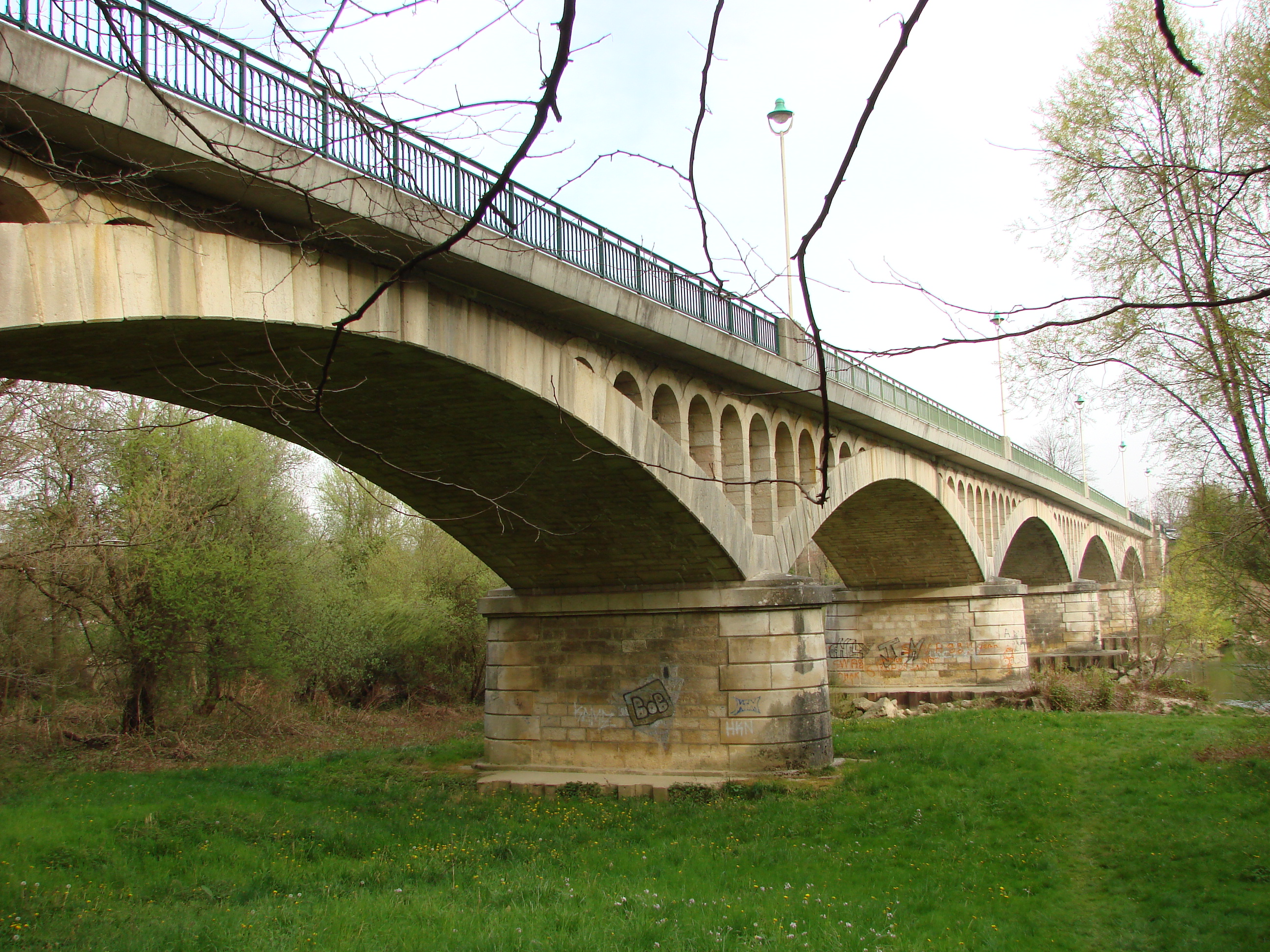